# والری میرزویان
والری آرمناکی میرزویان (ارمنی: Վալերի Արմենակի Միրզոյան؛ زادهٔ ۳۰ اوت ۱۹۴۸) یک  سیاستمدار اهل ارمنستان است که از تاریخ ۱۹۹۰ تا تاریخ ۱۹۹۵ سمت نمایندگی دوره اول شورای عالی جمهوری ارمنستان را برعهده داشت.

## زندگی‌نامه
در 	۳۰ اوت ۱۹۴۸ ‏در ارمنستان به دنیا آمد . 